# 사나래
사나래는 대한민국의 음악 그룹이다. 2021년 싱글 《사나래》로 데뷔했다.

## 음반
- 사나래 (2021)